# Zmey (film)
Zmey è un film del 2002 diretto da Aleksey Muradov.